# 毛瑞香
毛瑞香（学名：Daphne kiusiana var. atrocaulis）为瑞香科瑞香属下的一个变种。

## 扩展阅读
- 維基物種上的相關：毛瑞香